# Kreis Bützow
De Kreis Bützow was een Kreis in de Bezirk Schwerin in de Duitse Democratische Republiek.
Bützow ontstond bij het opheffen van de deelstaten op 25 juli 1952 uit het westelijke deel van de voormalige Landkreis Güstrow en behoorde tot de nieuw gevormde Bezirk Schwerin. De kreis werd bij de Duitse hereniging op 3 oktober 1990 onderdeel van de nieuw gevormde deelstaat Mecklenburg-Voor-Pommeren. Op 12 juni 1994 werd de kreis, die sinds 17 mei 1990 als Landkreis werd aangeduid, opgeheven en opgedeeld. Het grootste deel werd met de (Land)kreis Teterow en (Land)kreis Güstrow herenigd in de Landkreis Güstrow, terwijl het Amt Schwaan met toentertijd acht gemeenten in het noordoosten bij de Landkreis Bad Doberan werd gevoegd.

## Steden en gemeenten
De Landkreis Bützow omvatte op 3 oktober 1990 37 gemeenten, waarvan twee steden:
| - Bandow - Baumgarten - Benitz - Bernitt - Boitin - Bröbberow - Bützow, stad - Dreetz - Gnemern - Göllin - Jürgenshagen - Kassow - Katelbogen | - Klein Belitz - Klein Sien - Kurzen Trechow - Lübzin - Moisall - Neuendorf - Oettelin - Parkow - Penzin - Qualitz - Rosenow - Rühn | - Rukieten - Schlemmin - Schwaan, stad - Selow - Steinhagen - Tarnow - Viezen - Vorbeck - Warnow - Wiendorf - Zepelin - Zernin |

Bützow · Gadebusch · Güstrow · Hagenow · Ludwigslust · Lübz · Parchim · Perleberg · Schwerin (stadskreis) · Schwerin-Land · Sternberg